# リゾープスペプシン
リゾープスペプシン(Rhizopuspepsin, EC 3.4.23.21)は、以下の化学反応を触媒する酵素である
ペプシンAと類似した幅広い基質特異性を持ち、P1位及びP1’位の疎水性残基を選択的に加水分解する。レンネットを分解する。トリプシノーゲンを活性化する。
接合菌Rhizopus chinensisから単離された。類似のエンドペプチダーゼがR. niveusでも見られる。